# Maria Pentayotissa
Pour plus de détails, voir Fiche technique et Distribution.
Maria Pentayotissa (grec moderne : Μαρία η Πενταγιώτισσα) est un film grec réalisé par Achilleas Madras et sorti en 1926 pour la version courte et 1929 pour la version longue, comportant des scènes supplémentaires. L'héroïne éponyme est interprétée par son épouse Frida Poupelina.
Il s'agit d'une adaptation romancée de la vie d'une héroïne populaire de l'époque du roi Othon, devenue chef d'une troupe de bandits. Son histoire avait déjà été le sujet de pièces de théâtre et de poèmes (dont celui de Kostís Palamás en 1890).

## Synopsis
En Roumélie, dans le village de Pentayii (ouest de la Phocide), une orpheline, Maria est baptisée et élevée par le pope Gabriel. Jeune fille, devenue très belle, elle rend fous d'amour tous les jeunes hommes de la région. Elle tombe amoureuse du riche berger Simos Paris. C'est alors qu'elle est enlevée par le chef des pallikares, Lamaras. Lors d'une visite de la région par le couple royal, Othon et Amalia, elle passe sous leur protection. Ils envisagent de lui trouver un mari qui lui convienne. Elle s'échappe à nouveau et retrouve son amour Simos Paris. Ensemble, ils se vengent de ceux qui ont fait souffrir Maria et ils tuent le frère de celle-ci. Arrêtés, ils sont condamnés à la prison. Maria est libérée grâce à l'intervention du pope Gabriel. Elle rejoint une bande de brigands dont elle prend la tête. Elle recommence à se venger. Finalement, elle s'allie avec l'armée grecque pour libérer l'Épire et obtient ainsi son amnistie. À la fin de sa vie, elle vient mourir sur la tombe du pope Gabriel.

## Fiche technique
- Titre : Maria Pentayotissa
- Titre original : Μαρία η Πενταγιώτισσα
- Réalisation : Achilleas Madras
- Scénario : Achilleas Madras à partir de l'histoire de l'héroïne populaire et femme-bandit des débuts du règne d'Othon
- Société de production : Ajax Film
- Directeur de la photographie : Joseph Hepp
- Pays d'origine : Grèce
- Genre : Film en fustanelle
- Format  : noir et blanc, muet (puis ajout du son par un studio hollywoodien pour la version de 1939)
- Durée : court-métrage puis 74 minutes
- Date de sortie : 1929

## Distribution
- Frida Poupelina
- Achilleas Madras
- Emilios Veakis
- Manolis Kantiotis
- Sryros Trichas
- Vassílis Avlonítis